# Meranoplus radamae
Meranoplus radamae é uma espécie de formiga do gênero Meranoplus, pertencente à subfamília Myrmicinae.